# Die Chefin
Die Chefin is een Duitse misdaadserie, die sinds 2012 wordt uitgezonden door de omroepen ZDF, ORF en SRF . 

## Verhaallijn
Die Chefin speelt zich af in München. Hoofdinspecteur Vera Lanz heeft de leiding over de afdeling moordzaken. Zij is weduwe en voedt haar dochter Zoe alleen op, ondersteund door haar schoonvader (en voormalig politieagent) Georg Lanz. Haar team bestaat uit Jan Trompeter (tot zijn dood in aflevering 42), Paul Böhmer en (sinds aflevering 43) Maximilian Murnau. Naast het afhandelen van lopende onderzoeken, verzoekt Vera Lanz in het eerste seizoen in het geheim de moord op haar man en collega Andreas Lanz op te lossen. Ze verdenkt officier van justitie Berger (met wie ze een verhouding had) en haar collega Böhmer ervan met de zaak verbonden te zijn. 

### Hoofdrollen

#### Actueel
| Acteur                | Personage         | Rol             | Afleveringen | Seizoenen | Periode |
| --------------------- | ----------------- | --------------- | ------------ | --------- | ------- |
| Katharina Böhm        | Vera Lanz         | Hoofdinspecteur | 1-           | 1-        | 2012–   |
| Jürgen Tonkel         | Paul Böhmer       | Hoofdinspecteur | 1-           | 1-        | 2012–   |
| Christoph Schechinger | Maximilian Murnau | Hoofdinspecteur | 42–          | 9–        | 2018–   |

#### Voormalig
| Acteur        | Personage       | Rol             | Afleveringen | Seizoenen | Periode   | Reden voor vertrek                       |
| ------------- | --------------- | --------------- | ------------ | --------- | --------- | ---------------------------------------- |
| Stefan Rudolf | Jan Trumpeter † | Hoofdinspecteur | 1-41         | 1-8       | 2012-2017 | Sterft aan de gevolgen van een schotwond |